# John McVie
John Graham McVie, né le 26 novembre 1945 à Ealing (Londres), est un bassiste britannique, membre de Fleetwood Mac. Son nom de famille, combiné à celui de Mick Fleetwood est à l'origine du nom du groupe. Il a rejoint Fleetwood Mac peu de temps après sa création par le guitariste Peter Green en 1967, en remplacement de Bob Brunning.

## Jeunesse
John Graham McVie naît à Ealing, dans West London au Royaume-Uni. Ses parents sont Reg et Dorothy McVie. Il est scolarisé à la Walpole Grammar School. À 14 ans, McVie commence à jouer de la guitare dans des groupes locaux effectuant des reprises des Shadows. Se rendant compte que tous ses amis apprennent à jouer pour devenir guitariste soliste, il préfère apprendre la basse. Initialement, il se contente de retirer les deux cordes aiguës (Si et Mi) de sa guitare pour jouer les partitions de basse. Quand ses parents se rendent compte de ses dons musicaux, son père lui achète une basse Fender rose. Incidemment, il s'agit du modèle du bassiste des Shadows, Jet Harris, influence musicale majeure de McVie.
Peu de temps après avoir quitté l'école, à 17 ans, il se prépare à devenir inspecteur des impôts. C'est à cette période que commence sa carrière musicale.

## Débuts musicaux
John McVie commence sa carrière de bassiste dans un groupe appelé The Krewsaders, formé par des garçons vivant sur la même rue que lui à Ealing. The Krewsaders jouaient principalement dans des mariages et des soirées, reprenant des titres des Shadows.

### John Mayall's Bluesbreakers
Au moment où McVie débute en tant qu'inspecteur des impôts, John Mayall commence à former un groupe influencé par le Chicago blues, les Bluesbreakers. L'idée initiale de Mayall est d'embaucher pour la section rythmique le bassiste Cliff Barton du Cyril Davies All Stars. Barton décline l'offre mais donne à Mayall le numéro de téléphone de McVie, l'encourageant à laisser une chance à ce bassiste prometteur. Mayall contacte McVie et lui demande de passer une audition ; il lui propose peu après la place de bassiste des Bluesbreakers. McVie accepte, même s'il continuera à travailler pendant neuf mois avant de faire de la musique son emploi à plein temps. Sous la tutelle de Mayall, McVie, qui n'avait pas de base musicale formelle, apprend le blues en écoutant principalement les enregistrements de B. B. King et Willie Dixon que lui donne Mayall.

### Peter Green et Mick Fleetwood
En 1966, Peter Green est appelé à rejoindre les Bluesbreakers en tant que guitariste soliste après le départ de Eric Clapton. Quelque temps après l'enregistrement de l'album A Hard Road, le batteur Aynsley Dunbar est remplacé par Mick Fleetwood. Green, McVie et Fleetwood nouent rapidement de solides relations personnelles et quand John Mayall offre à Green du temps libre en studio pour son anniversaire, celui-ci demande à McVie et Fleetwood de le rejoindre pour une session d'enregistrement. Produits par Mike Vernon, ils enregistrent trois chansons : Curly, Rubber Duck et une chanson instrumentale intitulée Fleetwood Mac. Plus tard la même année après avoir été remplacé par Mick Taylor au sein des Bluesbreakers, Peter Green choisit de former son propre groupe qu'il appelle Fleetwood Mac. Mick Fleetwood rejoint immédiatement le groupe après avoir été remercié des Bluesbreakers pour alcoolisme. Cependant, McVie est initialement réticent à rejoindre le nouveau groupe, ne voulant pas quitter la place sûre et bien payée au sein des Bluesbreaker. Green embauche alors temporairement le bassiste Bob Brunning. Quelques semaines plus tard McVie change d'avis, estimant que la direction musicale des Bluesbreakers tend trop vers le jazz ; il rejoint Fleetwood Mac en tant que bassiste en décembre 1967.
À noter que sur le dernier album de John Mayall sur lequel John McVie ait joué, Crusade, Mick Fleetwood apparaît à la batterie sur deux pièces, Double Trouble  une reprise de Otis Rush et It Hurts Me Too de Malvene R London. Ces deux pièces sont disponibles uniquement sur la réédition de 2006 en tant que bonus. 

### Fleetwood Mac
John ayant rejoint le groupe, le groupe enregistre son premier album éponyme Fleetwood Mac dans les mois qui suivent. L'album sort en février 1968 et devient un succès national faisant de celui-ci, une figure majeure du mouvement blues britannique. Le groupe commence à donner des concerts dans les pubs et clubs de blues à travers l'Angleterre et se fait un nom dans le milieu du blues. Durant les trois années qui suivent, le groupe enchaîne les succès au Royaume-Uni et en Europe.

### Christine Perfect
Pendant les tournées, Fleetwood Mac partageait souvent des activités avec les membres du groupe Chicken Shack. C'est lors d'une de ces occasions que McVie rencontre sa future femme, la chanteuse et pianiste de Chicken Shack, Christine Perfect. Deux semaines seulement après le début de leur relation, McVie et Perfect se marient avec comme témoin Peter Green. Le couple ne pouvant passer beaucoup de temps ensemble en raison des tournées permanentes des deux groupes, Christine quitte Chicken Shack pour rester au foyer et passer plus de temps avec John. Christine joue sur le deuxième album du groupe Mr. Wonderful en tant que pianiste et claviériste invitée, sur les chansons composées par Peter Green. Elle en fera de même sur les deux albums suivants, Then Play On et Kiln House. Elle rejoindra le groupe officiellement à partir de leur cinquième album, Future Games, coïncidant avec l'arrivée du guitariste et chanteur américain Bob Welch en remplacement de Peter Green en 1971.

### Succès international et vie personnelle

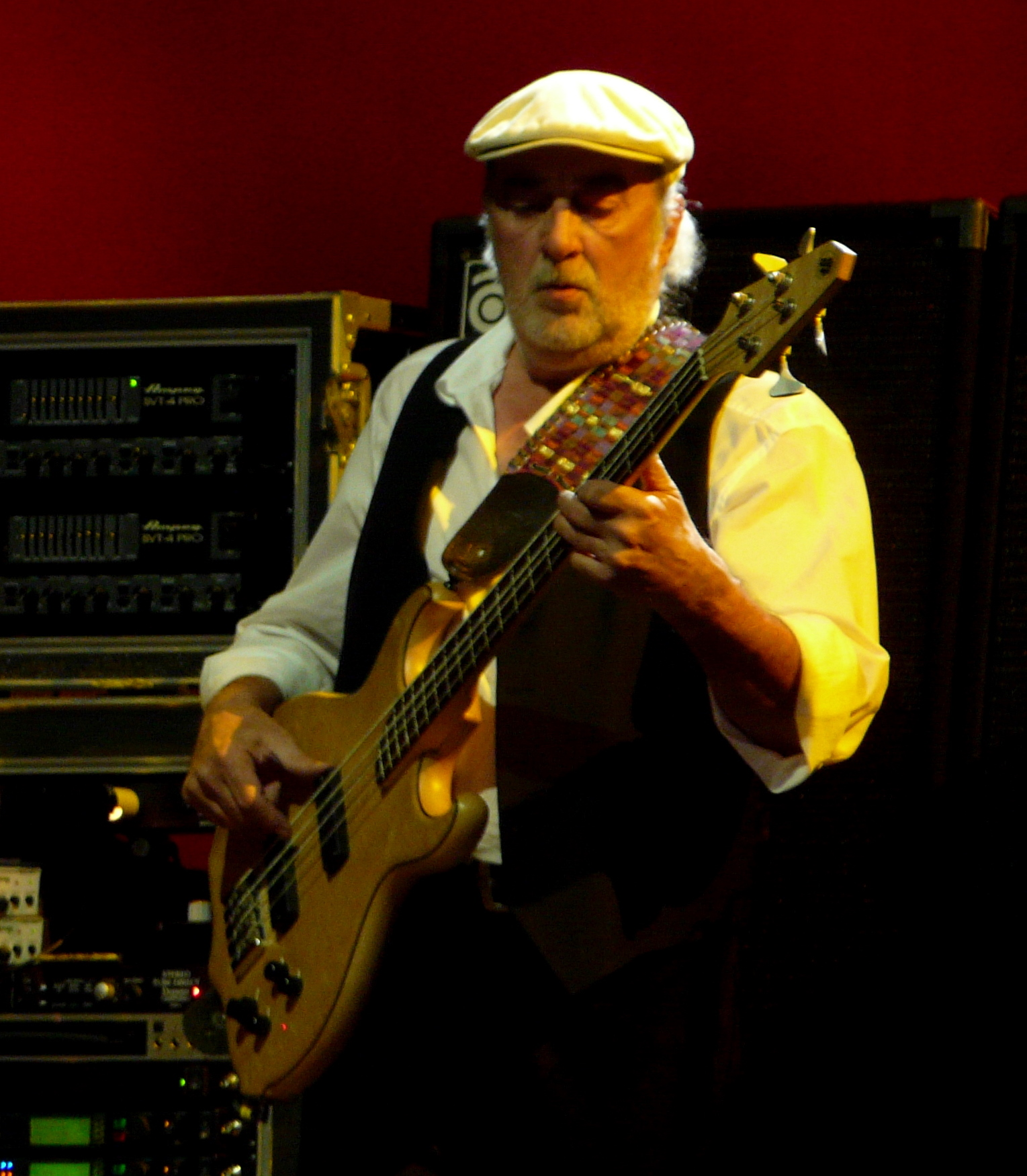
John McVie en concert avec Fleetwood Mac à Saint Paul dans le Minnesota, le 3 mars 2009.

Les années suivantes Fleetwood Mac change plusieurs fois de composition, ce qui devient parfois une source de conflit ou de malaise dans le groupe. De plus les tournées très fréquentes et la consommation excessive d'alcool par John McVie créent des tensions dans son couple. En 1974 le groupe déménage à Los Angeles pour habiter temporairement chez John Mayall.
En 1975, Fleetwood Mac obtient un succès mondial énorme après avoir recruté le duo de chanteurs-compositeurs américain Stevie Nicks et Lindsey Buckingham. Toutefois, dans la foulée du succès du groupe, surviennent de graves problèmes conjugaux pour John et Christine McVie et, en 1977, lors de l'enregistrement de Rumours, ils décident de mettre fin à leur mariage et le couple divorce la même année. Comme un moyen de mettre derrière elle la blessure et la fin de son couple, plusieurs des chansons de Christine McVie sur cet album ont pour sujet John McVie, particulièrement Don't Stop.
John McVie se remarie en 1978 à Julie Ann Reubens, mais continue de boire énormément.
En 1981 McVie accepte de repartir en tournée avec les Bluesbreakers pour le  Reunion Tour réunissant John Mayall, Mick Taylor et Colin Allen (en). Durant l'année 1982, le groupe tourne aux États-Unis, en Asie et en Australie. (John McVie ne prend pas part à la tournée européenne de 1983 et est remplacé par Steve Thompson).
Une attaque induite par l'alcool en 1987 le décide finalement à arrêter de boire et il est sobre depuis cette date. En 1989, la femme de John, Julie Ann, donne naissance à leur premier enfant, une fille prénomée Molly.

## Discographie

### Avec les Bluesbreakers de John Mayall
| Year | Album                                          | Billboard 200 | UK Albums Chart | Notes                |
| ---- | ---------------------------------------------- | ------------- | --------------- | -------------------- |
| 1965 | John Mayall Plays John Mayall                  |               |                 | Live At Klooks Kleek |
| 1966 | Blues Breakers - John Mayall with Eric Clapton |               |                 | -                    |
| 1967 | A Hard Road                                    |               |                 | -                    |
| 1967 | Crusade                                        |               |                 | -                    |

### Avec Fleetwood Mac
| Year | Album                   | Billboard 200 | UK Albums Chart | Notes                                                                                    |
| ---- | ----------------------- | ------------- | --------------- | ---------------------------------------------------------------------------------------- |
| 1968 | Fleetwood Mac           | 198           | 4               | Contient la seule chanson de Fleetwood Mac avec Bob Brunning à la basse : Long Grey Mare |
| 1968 | Mr. Wonderful           | -             | 10              | -                                                                                        |
| 1969 | Then Play On            | 192           | 6               | John est crédité de la chanson instrumentale Searching For Madge                         |
| 1970 | Kiln House              | 69            | 39              | John a coécrit Station Man                                                               |
| 1971 | Future Games            | 91            | -               | -                                                                                        |
| 1972 | Bare Trees              | 70            | -               | Photographie de couverture prise par John                                                |
| 1973 | Penguin                 | 49            | -               | -                                                                                        |
| 1973 | Mystery to Me           | 68            | -               | John a coécrit Forever                                                                   |
| 1974 | Heroes Are Hard to Find | 34            | -               | -                                                                                        |
| 1975 | Fleetwood Mac           | 1             | 23              | -                                                                                        |
| 1977 | Rumours                 | 1             | 1               | John a écrit la progression de basse pour The Chain                                      |
| 1979 | Tusk                    | 4             | 1               | -                                                                                        |
| 1980 | Live                    | 14            | 31              | -                                                                                        |
| 1982 | Mirage                  | 1             | 5               | -                                                                                        |
| 1987 | Tango in the Night      | 7             | 1               | -                                                                                        |
| 1988 | Greatest Hits           | 14            | 3               | -                                                                                        |
| 1990 | Behind the Mask         | 18            | 1               | -                                                                                        |
| 1995 | Time                    | -             | 47              | -                                                                                        |
| 1997 | The Dance               | 1             | 15              | John fait partie des chœurs sur Say You Love Me                                          |
| 2003 | Say You Will            | 3             | 6               | -                                                                                        |

### Album solo
| Year | Album                                      | Billboard 200 | UK Albums Chart | Notes |
| ---- | ------------------------------------------ | ------------- | --------------- | ----- |
| 1992 | John McVie's "Gotta Band" with Lola Thomas | -             | -               | -     |